# Celia Franca
Celia Franca (Londres, 25 de junio de 1921-Ottawa, 19 de febrero de 2007) fue una bailarina anglocanadiense, fundadora del Ballet Nacional de Canadá (1951) y su directora artística durante 24 años.

## Biografía
Franca nació en Londres, Inglaterra, como Celia Franks, hija de una sastre del East End. Comenzó a estudiar danza a la edad de cuatro años y fue becaria de la Guildhall School of Music y de la Royal Academy of Dance. Debutó profesionalmente a la edad de 14 años y en 1936 hizo una audición para la compañía de ballet de Marie Rambert. Se cambió el nombre a Franca en emulación de Alicia Marks, que se cambió el suyo por el de Alicia Markova.
En 1941, con 20 años, fue bailarina dramática en la compañía de Sadler's Wells (1941-1946) y en 1947 se incorporó al Metropolitan Ballet londinense como solista y maestra de ballet. Allí comenzó a coreografiar para la televisión, creando los dos primeros ballets —Eve of St. Agnes y Dance of Salomé— encargados por la BBC. Franca continuó su trabajo televisivo después del cierre del Metropolitan Ballet en 1948.
En 1950, un grupo de bailarines de Toronto pidió a Franca, que había viajado a Canadá para asistir a un festival, que creara una compañía de música clásica canadiense; lo hizo en un plazo muy corto: 10 meses. Mientras trabajaba como archivera en los grandes almacenes del Toronto Eaton Centre, reclutó y entrenó bailarines, organizó algunos proms y una escuela de verano, reunió a un equipo artístico y preparó su nueva compañía, desigual pero entusiasta, para su estreno el 12 de noviembre de 1951 que se convirtió en el Ballet Nacional de Canadá (NBC) y en él que fue primera bailarina hasta 1959. Se mantuvo como directora artística del mismo hasta 1974, al tiempo que junto con Betty Oliphant fundó la Escuela Nacional de Baile de Canadá, con la finalidad de proveer a la compañía nacional de bailarines con la preparación adecuada.
En 1979 se unió a Merrilee Hodgins y Joyce Shietze como codirectora artística de la Escuela de Danza de Ottawa, una organización sin fines de lucro surgida del mismo NBC y diseñada para proporcionar formación profesional en danza. También fue miembro de la junta directiva de la Universidad de York, de la junta directiva del Consejo Canadiense y más tarde de la junta directiva de la Sociedad Canadiense de Festivales de Danza.
En 1967, fue nombrada Oficial de la Orden de Canadá y ascendida a 'Companion' en 1985. En 1994 recibió el 'Governor General's Performing Arts Awards' por los logros artísticos conseguidos a lo largo de su vida.